# Heaton-Norris
Heaton-Norris est un ancien village du Lancashire en Angleterre, aujourd'hui dans le district métropolitain de Stockport du Grand Manchester.

## Histoire
Il était situé à l'origine à 2 km de Stockport et était alors (1876) déjà considéré comme un faubourg de la ville.